# راج دریایی
راج دریایی (نام علمی: Eryngium maritimum) نام یک گونه از تیره چتریان است.

## نگارخانه

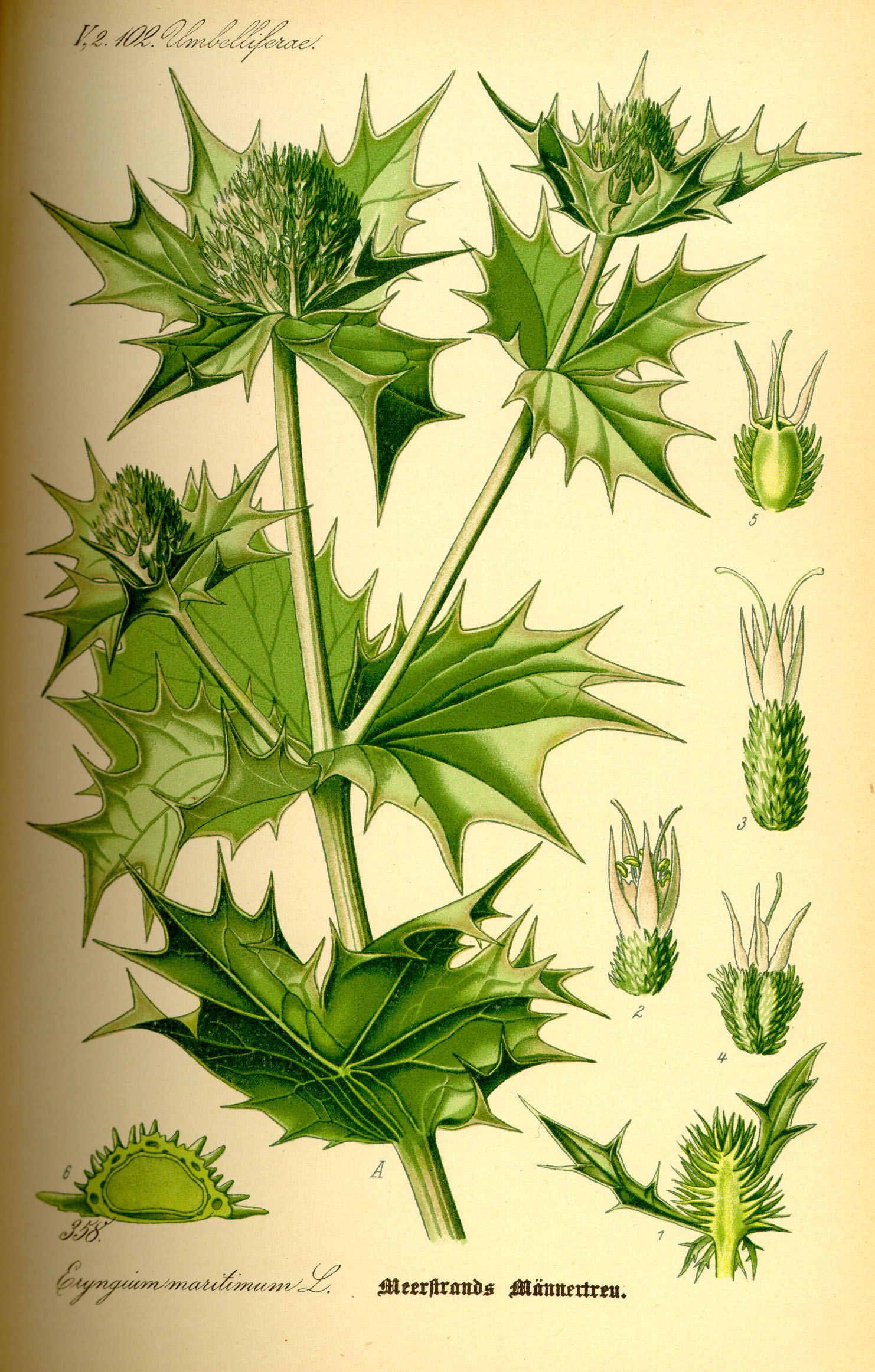
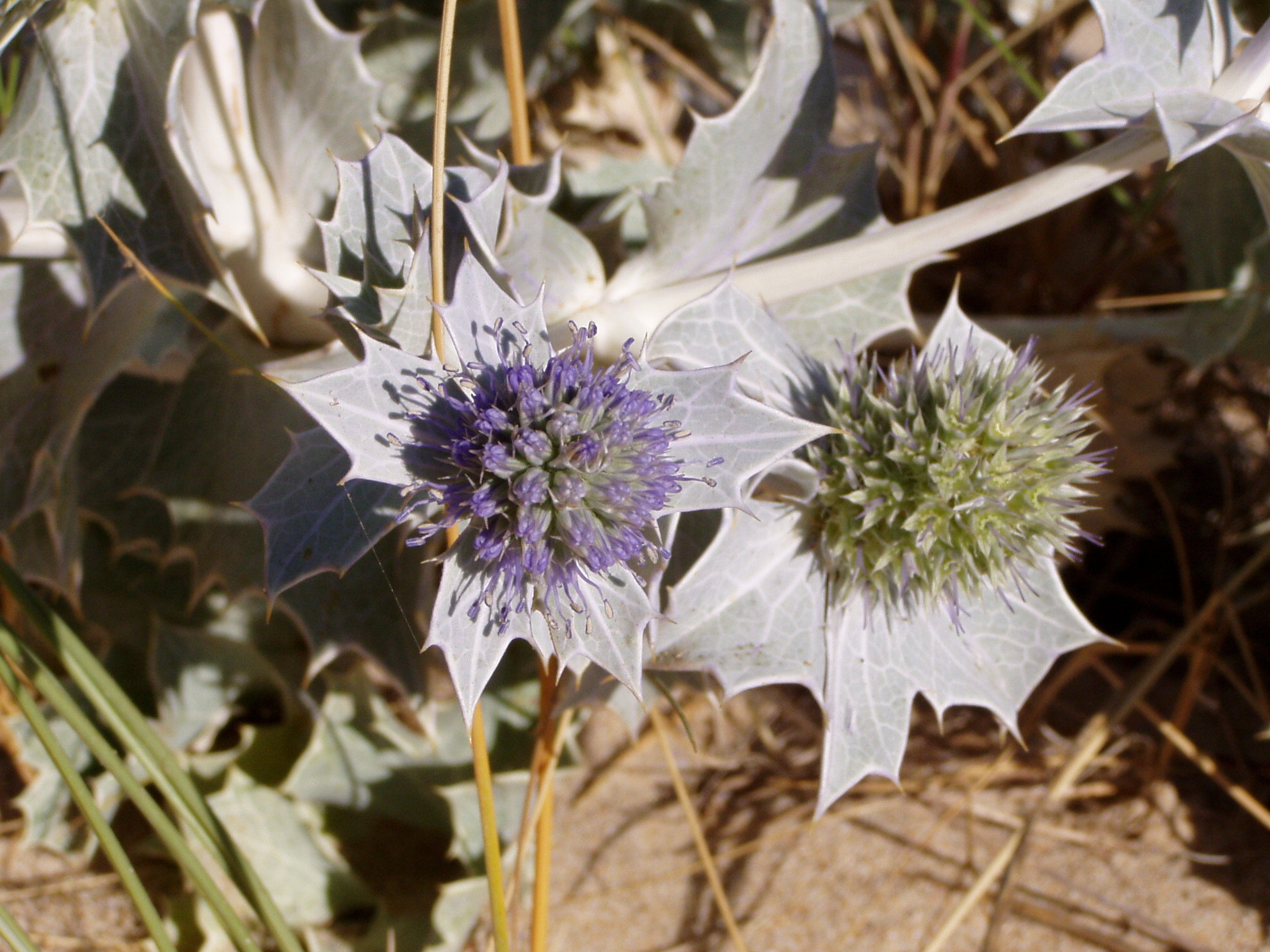
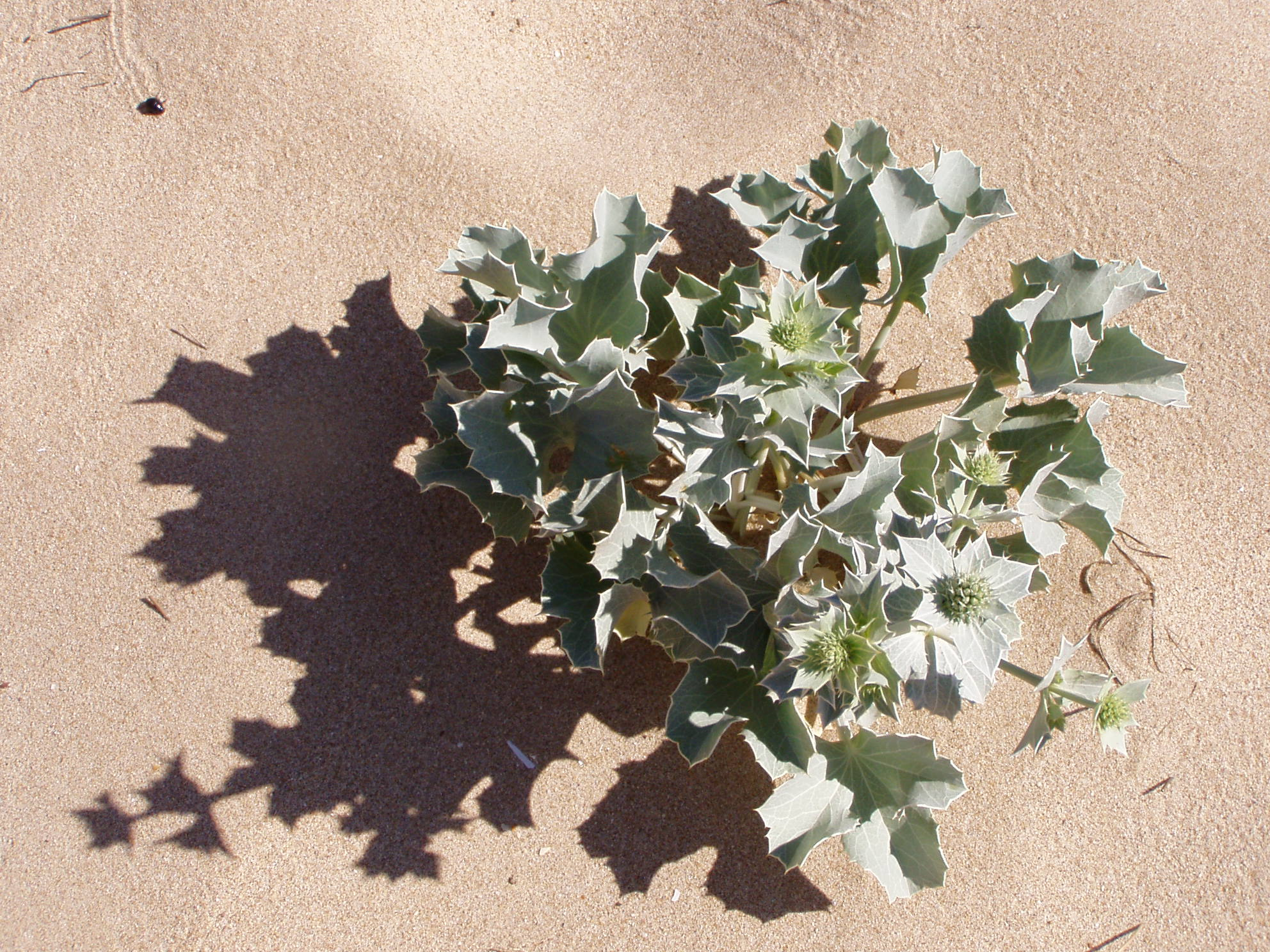
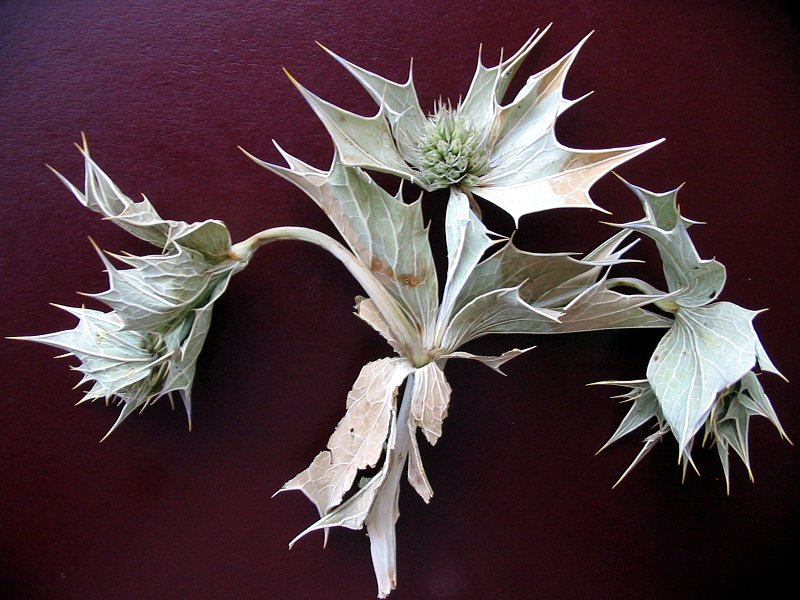
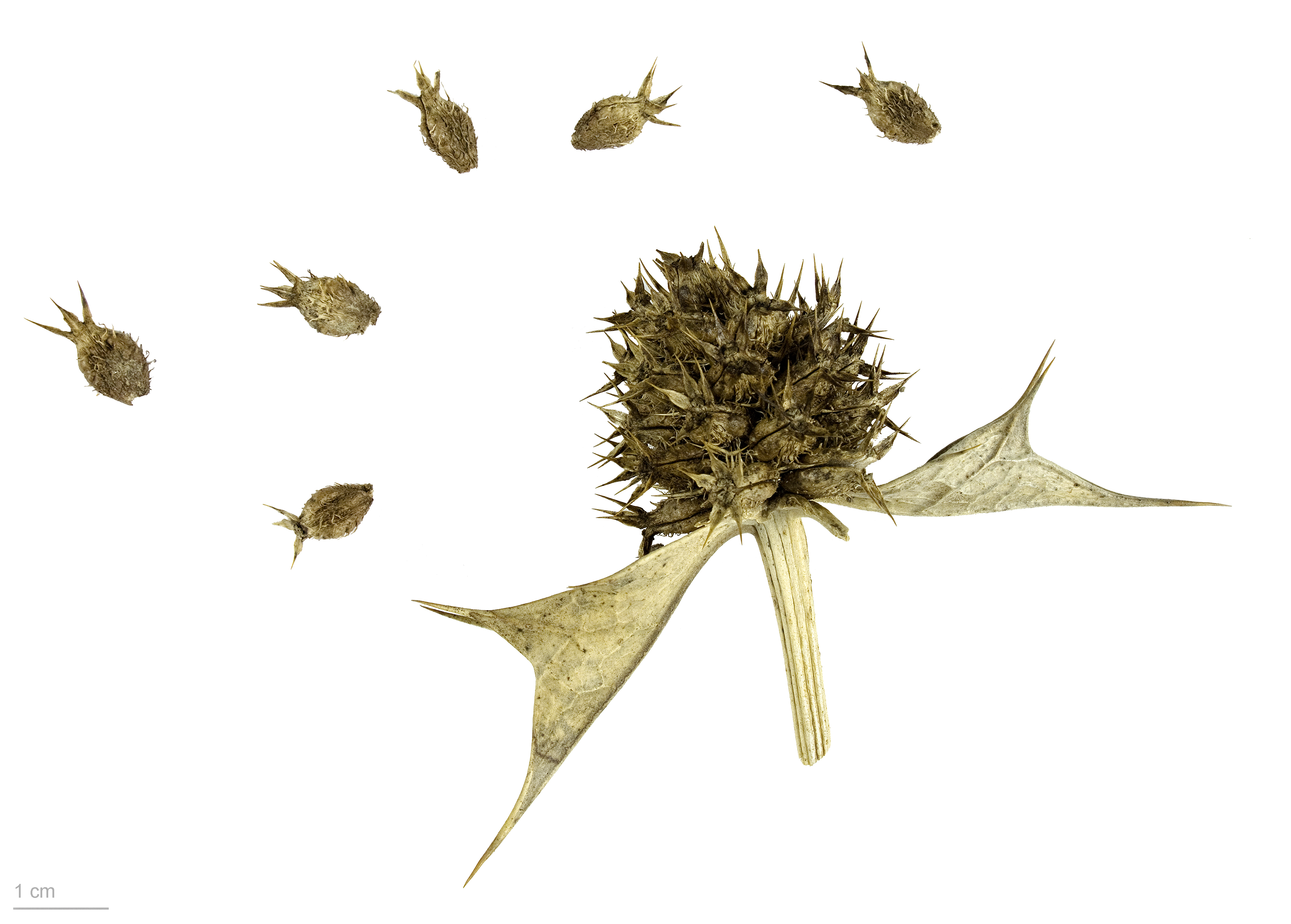